# 兵庫県道266号川会入江線
兵庫県道266号川会入江線（ひょうごけんどう266ごう かわいいりえせん）は、兵庫県美方郡香美町を通る一般県道である。

## 概要
美方郡香美町村岡区川会から美方郡香美町村岡区入江に至る。

### 路線データ
- 起点：美方郡香美町村岡区川会（兵庫県道4号香住村岡線交点）
- 終点：美方郡香美町村岡区入江（入江トンネル東交差点、国道9号交点）
- 総延長：1.139 km

## 地理

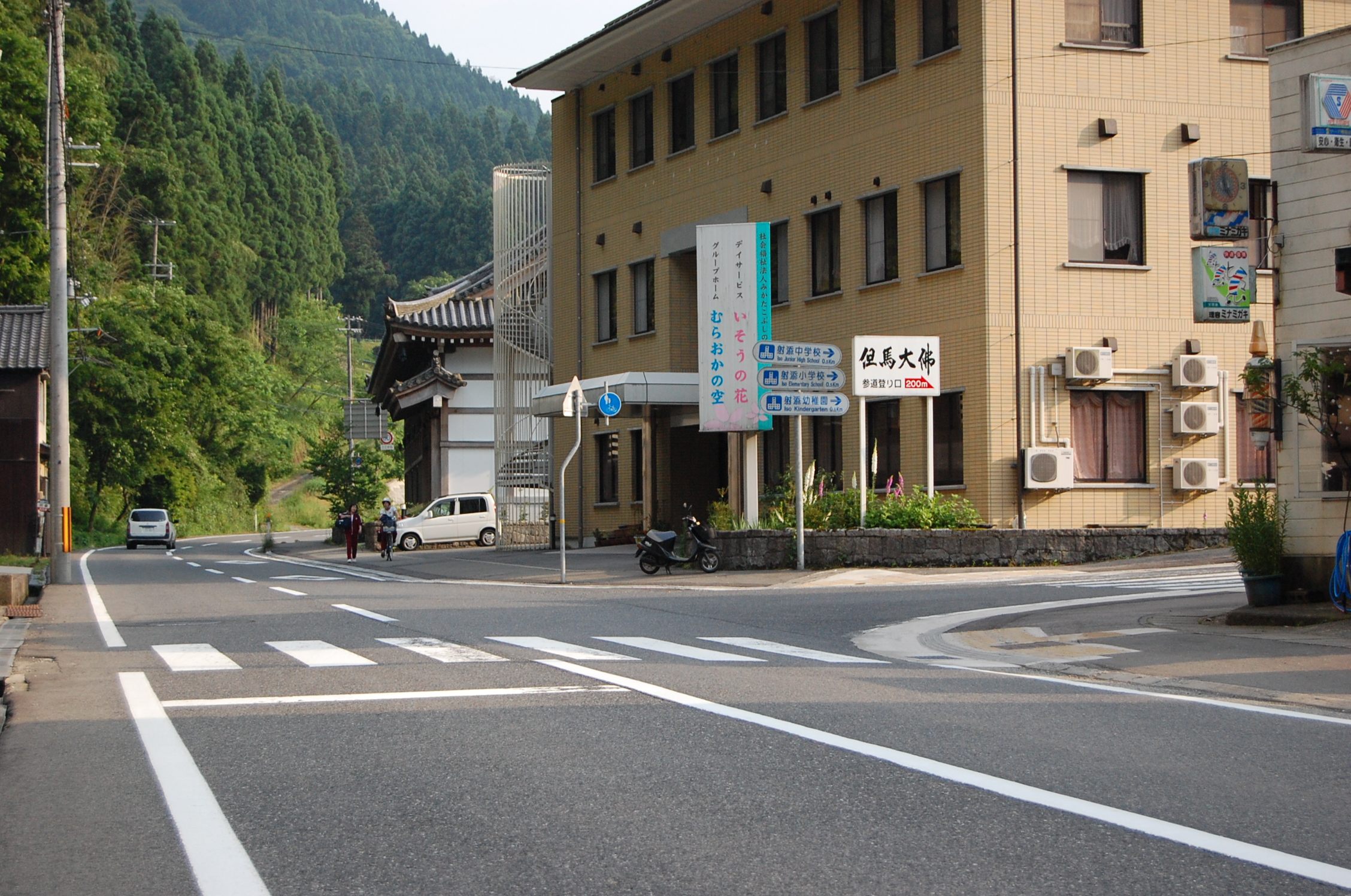
起点、川会

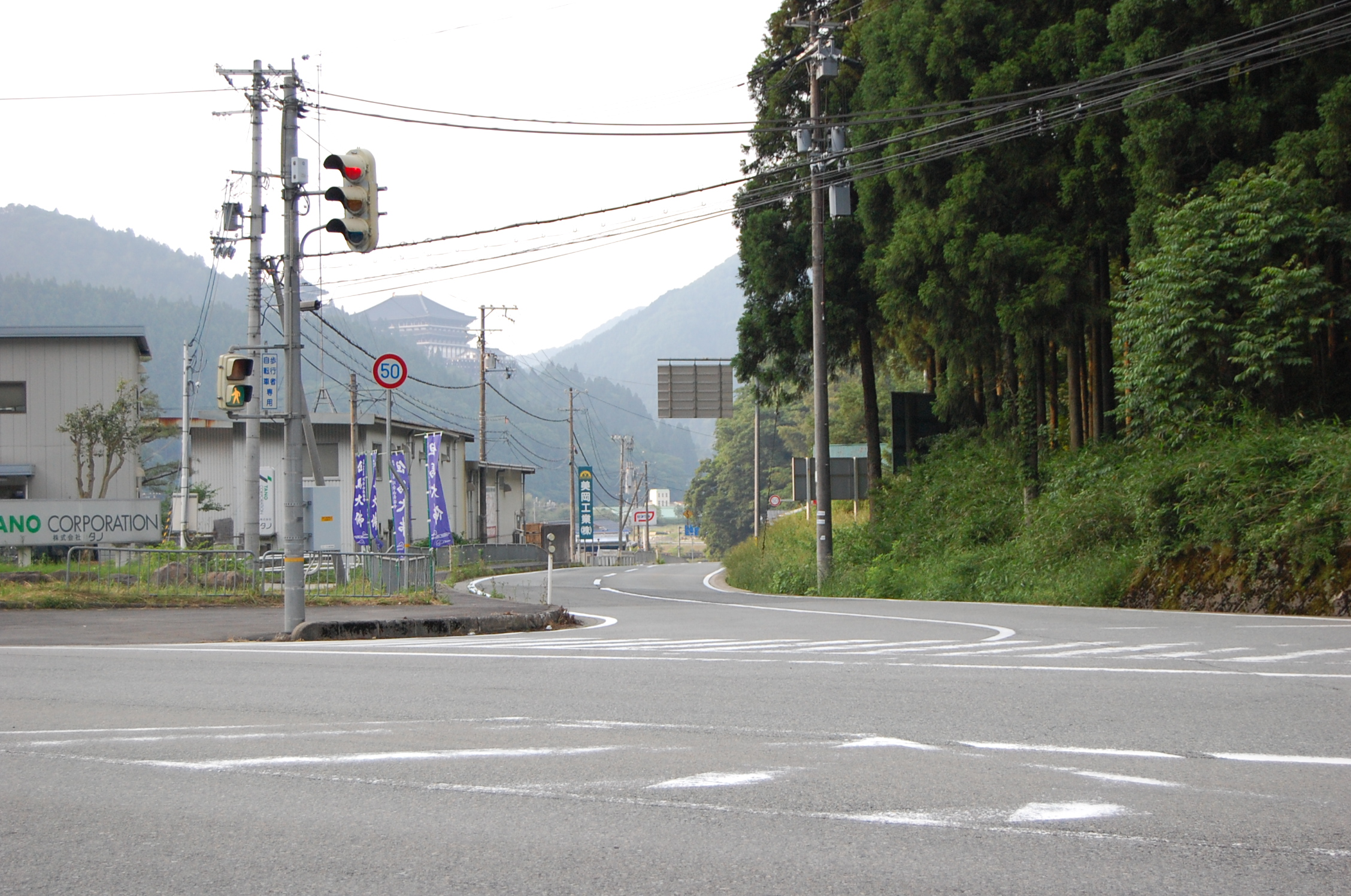
終点、入江

### 通過する自治体
- 美方郡香美町

### 交差する道路
| 交差する道路           | 交差する場所 | 交差する場所                |
| ---------------------- | ------------ | --------------------------- |
| 兵庫県道4号香住村岡線  | 村岡区       | 起点                        |
| 国道9号 国道482号 重複 | 村岡区入江   | 入江トンネル東交差点 / 終点 |

### 沿線
- 兵庫県立出石特別支援学校 みかた校
- 香美町立射添小学校